# Resolutie 2061 Veiligheidsraad Verenigde Naties
Resolutie 2061 van de Veiligheidsraad van de Verenigde Naties werd op 25 juli 2012 unaniem aangenomen door de VN-Veiligheidsraad en verlengde de VN-bijstandsmissie in Irak met een jaar.

## Achtergrond
Op 2 augustus 1990 viel Irak zijn zuiderbuur Koeweit binnen en bezette dat land. De Veiligheidsraad veroordeelde de inval nog diezelfde dag middels resolutie 660, en later kregen de lidstaten carte blanche om Koeweit te bevrijden. Eind februari 1991 was die strijd beslecht en legde Irak zich neer bij alle aangenomen VN-resoluties. Het land werd vervolgens verplicht om zich te ontwapenen door onder meer al zijn massavernietigingswapens te vernietigen. Daaraan werkte Irak echter met grote tegenzin mee, tot grote woede van de Verenigde Staten, die het land daarom in 2003 opnieuw binnenvielen. Kort hierop vroeg de door de VS geleide overgangsregering van Irak de Verenigde Naties om hulp bij onder meer het herzien van de grondwet en de organisatie van verkiezingen, en werd de VN-bijstandsmissie in Irak opgericht. In 2004 werd de overgangsregering opgevolgd door een Iraakse interim-regering. In 2005 werd een nieuwe grondwet aangenomen en vonden verkiezingen plaats, waarna een coalitie werd gevormd. In de tussentijd werd het land echter geplaagd door sektarisch geweld en bleven er vele slachtoffers vallen door de talloze terreuraanslagen.

## Inhoud

### Waarnemingen
De veiligheidssituatie in Irak was verder verbeterd.
Alle gemeenschappen in het land moesten deelnemen aan de dialoog om overeenkomst te bereiken over de verdeling van de middelen en stabiliteit te verzekeren.
De Bijstandsmissie van de VN was van belang om bevolking en overheid te steunen.
Voorts was ook de relatie tussen Irak en buurland Koeweit verbeterd.

### Handelingen
UNAMI's mandaat werd opnieuw met twaalf maanden verlengd.
Irak werd opgeroepen beveiliging en logistieke ondersteuning te blijven leveren.

## Verwante resoluties
- Resolutie 1958 Veiligheidsraad Verenigde Naties (2010)
- Resolutie 2001 Veiligheidsraad Verenigde Naties (2011)
- Resolutie 2107 Veiligheidsraad Verenigde Naties (2013)
- Resolutie 2110 Veiligheidsraad Verenigde Naties (2013)

Lijst ·  2033 ·  2034 ·  2035 ·  2036 ·  2037 ·  2038 ·  2039 ·  2040 ·  2041 ·  2042 ·  2043 ·  2044 ·  2045 ·  2046 ·  2047 ·  2048 ·  2049 ·  2050 ·  2051 ·  2052 ·  2053 ·  2054 ·  2055 ·  2056 ·  2057 ·  2058 ·  2059 ·  2060 ·  2061 ·  2062 ·  2063 ·  2064 ·  2065 ·  2066 ·  2067 ·  2068 ·  2069 ·  2070 ·  2071 ·  2072 ·  2073 ·  2074 ·  2075 ·  2076 ·  2077 ·  2078 ·  2079 ·  2080 ·  2081 ·  2082 ·  2083 ·  2084 ·  2085